# Bielin (województwo lubelskie)
Bielin – wieś w Polsce, położona w województwie lubelskim, w powiecie chełmskim, w gminie Żmudź.
W latach 1975–1998 miejscowość administracyjnie należała do województwa chełmskiego.
Wieś jest sołectwem w gminie Żmudź. Według Narodowego Spisu Powszechnego z roku 2011 wieś liczyła 43 mieszkańców i była szesnastą co do liczby ludności miejscowością gminy.
Wierni Kościoła rzymskokatolickiego należą do parafii Wniebowzięcia Najświętszej Maryi Panny w Klesztowie.

## Części wsi
| SIMC    | Nazwa | Rodzaj    |
| ------- | ----- | --------- |
| 1027076 | Huby  | część wsi |

## Pomniki przyrody
We wsi rośnie lipa drobnolistna o obwodzie pnia 290 cm i wysokości 22 m. Od 1988 r. uznana jest za pomnik przyrody.

## Cmentarze i mogiły
Cmentarz ewangelicki, k. XIX w. Położony w centrum wsi obok przystanku PKS. Najstarszy istniejący nagrobek pochodzi z 1912 r.